# História da Revolução Russa
História da Revolução Russa por Leon Trotsky é um livro em três volumes sobre a Revolução Russa de 1917, publicado pela primeira vez em 1930, foi traduzido para o inglês por Max Eastman, em 1932. Os três volumes possuem como subtítulo: 
1. A derrubada do czarismo
2. A tentativa de Contra-Revolução
3. O Triunfo dos soviéticos

É considerada uma importante e obra única, por ser a história de um grande evento escrita por alguém que teve um papel de liderança no mesma. Em sua nota sobre o autor na primeira tradução inglesa, Max Eastman escreveu que "a presente obra [...] vai tomar o seu lugar de importância na vida de Trotsky [...] como uma das realizações supremas desta mente versátil e poderosa".

## Antecedentes históricos

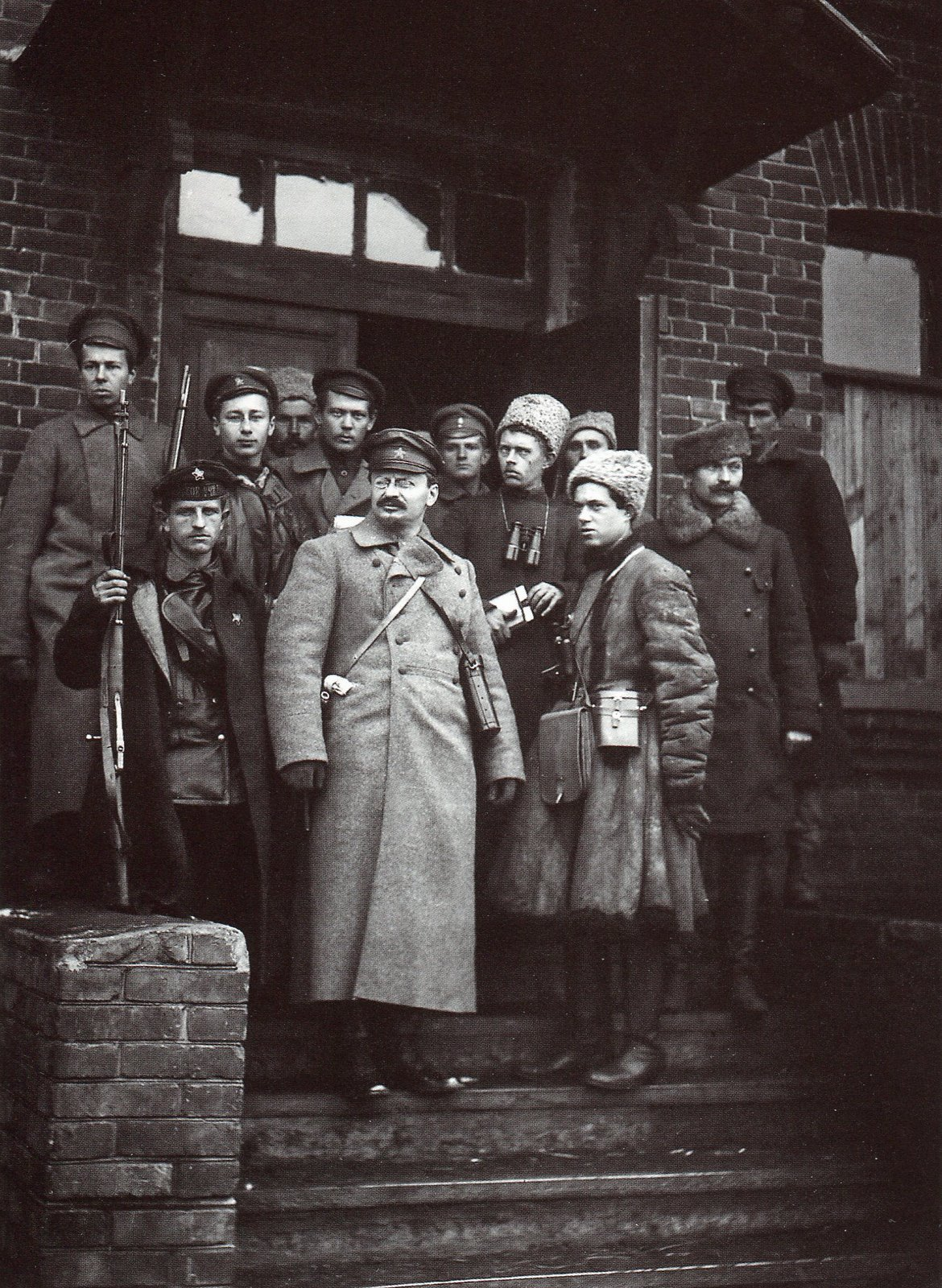
Trótski em 1918.

Lev Davidovich Bronshtein (1879-1940), mais conhecido pelo pseudônimo de Leon Trotsky, foi um dos principais líderes da Revolução de Outubro de 1917, que trouxe uma facção do Partido Operário Social-Democrata Russo, os bolcheviques, ao poder na Rússia. Trotsky tinha sido há muito tempo um dos principais revolucionários marxistas na Rússia Imperial, condenado ao exílio em uma parte distante da Sibéria por suas atividades contra o regime.

## O livro
A enorme obra História da Revolução Russa foi escrita em um ano, enquanto Trotsky estava exilado em Prinkipo, uma ilha ao largo da costa da Turquia. Seu exílio foi devido aos anos combatendo a crescente burocracia stalinista na Rússia, que culminou em sua expulsão do Comitê Central bolchevique, em 1927, e sua remoção para Alma Ata no Cazaquistão, em 1928, e a remoção final da URSS em 1929. Líder do exército e herói da guerra civil, Trotsky foi difamado como o agente da contra-revolução dentro do movimento comunista internacional. Stalin procurou destruir qualquer vestígio de seu poder no interior da Rússia, com uma campanha de mentiras e calúnias contra Trotsky, reescrevendo a história do Partido Bolchevique para atender às necessidades da sua política. Trotsky escreveu assim a História da Revolução Russa tanto para resgatar a história real da Revolução Russa como para defender o seu próprio papel dentro dela.
O livro continua recebendo criticas favoráveis. A nova edição publicada em 2007 pela Wellred Online Bookshop cita: "Trotsky oferece uma riqueza de informações para mostrar os mecanismos reais de como os bolcheviques conquistaram as massas com táticas hábeis".
Todas as três partes estão disponíveis gratuitamente on-line no Trotsky Internet Archive ou pode ser compradas na versão inglesa como um único livro publicado com o ISBN 0-913460-83-4.